# Hruźke (obwód kijowski)
Hruźke (ukr. Грузьке) – wieś na Ukrainie, w obwodzie kijowskim, w rejonie fastowskim, w hromadzie Byszów. W 2001 liczyła 1092 mieszkańców, spośród których 1065 wskazało jako ojczysty język ukraiński, 25 rosyjski, 1 mołdawski, a 1 białoruski.